# Zeta Virginis
Zeta Virginis (kurz: ζ Vir) ist ein Stern im Sternbild Jungfrau. Er gehört als Hauptreihenstern der Spektralklasse A3 V an und besitzt eine scheinbare Helligkeit von 3,37 mag. Zeta Virginis ist nach Parallaxen-Messungen der Raumsonde Gaia 75 Lichtjahre von der Erde entfernt. Der Stern trägt den historischen Eigennamen Heze.
Zeta Vir liegt derzeit nur etwas mehr als einen halben Grad südlich des Himmelsäquators, sodass er als „Äquatorstern“ zu dessen visueller Lokalisation dient. Aufgrund der Präzession der Erdachse scheint sich der Stern am Himmel mit einer Geschwindigkeit von 18 Bogensekunden pro Jahr mach Süden zu verschieben. Im 19. Jahrhundert befand er sich noch knapp nördlich des Himmelsäquators, den er infolge seiner Südwärtsbewegung 1883 passierte. Seither befindet er sich für die nächsten paar Tausend Jahre in der südlichen Himmelshemisphäre.